# Фаррух Ясар
Фаррух Ясар (2 червня 1441–1500) — 36-й ширваншах в 1465—1500 роках. Після тривалого протистояння зазнав поразки у війні з Сефевідами, що зрештою призвело до занепаду держави.

## Життєпис
Походив з династії Дербенді. Другий син ширваншаха Халілулли I. Народився 1441 року в Баку. За правління батька виявив адміністративний та військовий хист. 1465 року після смерті Халілулли I став новим ширваншахом.
Продовжив політику попередника щодо зближення з Османською імперією. 1465 року відправив посольство на чолі із Гасан-беком до великого князя Московського Івана III. 1466 року прийняв московське посольство на чолі із Василем Паніним. Ймовірно Фаррух Ясар розглядав Велике князівство Московське як союзника проти Великої орди, яка на той час суттєво посилилася. Після 1468 року переорієнтувався з держави Тимуридів на Ак-Коюнлу.
Протягом 1470-х років надавав допомогу Узун-Хасану, володарю Ак-Коюнлу, але не переривав контактів з Османами. Також не переривав контактів з Москвою, прийнявши 1475 року нове посольство. Після смерті Узун-Хасана 1478 року зумів укласти рівноправний договір з його сином — Султан-Якубом у 1481 році.
Іншим напрямом політики — було протистояння з Сефевідами, що закріпилися в північно-західній Персії. Перші значній конфлікти почалися з 1483 року. 1488 року спільно з Султан-Якубом завдав нищівної поразки Сефевідам на чолі із Шейх Гейдаром, який загинув.
Протягом 1490-х років скористався послабленням держави Ак-Коюнлу та Сефевідів, розширивши владу на значну частину Карабаху. При цьому втручався в боротьбу за трон Ак-Коюнлу, підтримуючи Султан-Байсонкура. 1499 року відправив нове посольство до Великого князівства Московського.
1500 року почалася нова війна з Сефевідами. У вирішальній битві Фаррух Ясар зазнав поразки від Ісмаїла Сефевіда, потрапив у полон і був страчений. Столиця держави Баку була сплюндрована. Владу перейняв його син Бахрам-бек.